# 하데비흐 미니스
하데비흐 미니스(Hadewych Minis, 1977년 1월 5일 ~ )는 네덜란드의 배우, 가수이다. 2013년 황금송아지상 영화 부문 여우주연상 수상자이다.

## 출연 작품
- 토니 에드만 (2016)
- 피와 땀과 눈물 (2015)
- Mannenharten (2013)
- 보그만 (2013)
- 투 아이즈 (2010)
- 헷 레벤 우이트 에덴 다그 (2009)
- 머더링 베이비스 (2007)
- 나디네 (2007)
- 필레인 세즈 쏘리 (2003)